# Colonia San Román
Colonia San Román är en ort i Mexiko.   Den ligger i kommunen Tenango del Valle och delstaten Mexiko, i den sydöstra delen av landet, 70 km sydväst om huvudstaden Mexico City. Colonia San Román ligger 3 010 meter över havet och antalet invånare är 138.
Terrängen runt Colonia San Román är kuperad åt sydost, men åt nordväst är den bergig. Runt Colonia San Román är det ganska tätbefolkat, med 248 invånare per kvadratkilometer. Närmaste större samhälle är Tenango de Arista, 9,7 km öster om Colonia San Román. I omgivningarna runt Colonia San Román växer huvudsakligen savannskog.